# Wrąbczyn Górski
Wrąbczyn Górski (prononciation : [ˈvrɔmpt͡ʂɨn ˈɡurski]) est un village polonais de la gmina de Zagórów dans le powiat de Słupca de la voïvodie de Grande-Pologne dans le centre-ouest de la Pologne.
Il se situe à environ 4 kilomètres à l'ouest de Zagórów (siège de la gmina), à 15 kilomètres au sud de Słupca (siège du powiat) et à 68 kilomètres au sud-est de Poznań (capitale régionale).
Le village possède une population de 300 habitants.

## Histoire
De 1975 à 1998, le village faisait partie du territoire de la voïvodie de Konin.

Depuis 1999, Wrąbczyn Górski est situé dans la voïvodie de Grande-Pologne.